# Danh sách tiểu hành tinh: 3301–3400
| Tên                | Tên đầu tiên | Ngày phát hiện       | Nơi phát hiện            | Người phát hiện                                        |
| ------------------ | ------------ | -------------------- | ------------------------ | ------------------------------------------------------ |
| 3301 Jansje        | 1978 CT      | 6 tháng 2 năm 1978   | Bickley                  | Perth Observatory                                      |
| 3302 Schliemann    | 1977 RS6     | 11 tháng 9 năm 1977  | Nauchnij                 | N. S. Chernykh                                         |
| 3303 Merta         | 1967 UN      | 30 tháng 10 năm 1967 | Hamburg-Bergedorf        | L. Kohoutek                                            |
| 3304 Pearce        | 1981 EQ21    | 2 tháng 3 năm 1981   | Siding Spring            | S. J. Bus                                              |
| 3305 Ceadams       | 1985 KB      | 21 tháng 5 năm 1985  | Lake Tekapo              | A. C. Gilmore, P. M. Kilmartin                         |
| 3306 Byron         | 1979 SM11    | 24 tháng 9 năm 1979  | Nauchnij                 | N. S. Chernykh                                         |
| 3307 Athabasca     | 1981 DE1     | 28 tháng 2 năm 1981  | Siding Spring            | S. J. Bus                                              |
| 3308 Ferreri       | 1981 EP      | 1 tháng 3 năm 1981   | La Silla                 | H. Debehogne, G. DeSanctis                             |
| 3309 Brorfelde     | 1982 BH      | 28 tháng 1 năm 1982  | Đài thiên văn Brorfelde  | K. S. Jensen                                           |
| 3310 Patsy         | 1931 TS2     | 9 tháng 10 năm 1931  | Flagstaff                | C. W. Tombaugh                                         |
| 3311 Podobed       | 1976 QM1     | 26 tháng 8 năm 1976  | Nauchnij                 | N. S. Chernykh                                         |
| 3312 Pedersen      | 1984 SN      | 24 tháng 9 năm 1984  | Đài thiên văn Brorfelde  | Copenhagen Observatory                                 |
| 3313 Mendel        | 1980 DG      | 19 tháng 2 năm 1980  | Kleť                     | A. Mrkos                                               |
| 3314 Beals         | 1981 FH      | 30 tháng 3 năm 1981  | Anderson Mesa            | E. Bowell                                              |
| 3315 Chant         | 1984 CZ      | 8 tháng 2 năm 1984   | Anderson Mesa            | E. Bowell                                              |
| 3316 Herzberg      | 1984 CN1     | 6 tháng 2 năm 1984   | Anderson Mesa            | E. Bowell                                              |
| 3317 Paris         | 1984 KF      | 26 tháng 5 năm 1984  | Palomar                  | C. S. Shoemaker, E. M. Shoemaker                       |
| 3318 Blixen        | 1985 HB      | 23 tháng 4 năm 1985  | Đài thiên văn Brorfelde  | K. Augustesen, P. Jensen                               |
| 3319 Kibi          | 1977 EJ5     | 12 tháng 3 năm 1977  | Kiso                     | H. Kosai, K. Hurukawa                                  |
| 3320 Namba         | 1982 VZ4     | 14 tháng 11 năm 1982 | Kiso                     | H. Kosai, K. Hurukawa                                  |
| 3321 Dasha         | 1975 TZ2     | 3 tháng 10 năm 1975  | Nauchnij                 | L. I. Chernykh                                         |
| 3322 Lidiya        | 1975 XY1     | 1 tháng 12 năm 1975  | Nauchnij                 | T. M. Smirnova                                         |
| 3323 Turgenev      | 1979 SY9     | 22 tháng 9 năm 1979  | Nauchnij                 | N. S. Chernykh                                         |
| 3324 Avsyuk        | 1983 CW1     | 4 tháng 2 năm 1983   | Kleť                     | A. Mrkos                                               |
| 3325 TARDIS        | 1984 JZ      | 3 tháng 5 năm 1984   | Anderson Mesa            | B. A. Skiff                                            |
| 3326 Agafonikov    | 1985 FL      | 20 tháng 3 năm 1985  | Kleť                     | A. Mrkos                                               |
| 3327 Campins       | 1985 PW      | 14 tháng 8 năm 1985  | Anderson Mesa            | E. Bowell                                              |
| 3328 Interposita   | 1985 QD1     | 21 tháng 8 năm 1985  | Đài thiên văn Zimmerwald | T. Schildknecht                                        |
| 3329 Golay         | 1985 RT1     | 12 tháng 9 năm 1985  | Zimmerwald               | P. Wild                                                |
| 3330 Gantrisch     | 1985 RU1     | 12 tháng 9 năm 1985  | Zimmerwald               | T. Schildknecht                                        |
| 3331 Kvistaberg    | 1979 QS      | 22 tháng 8 năm 1979  | La Silla                 | C.-I. Lagerkvist                                       |
| 3332 Raksha        | 1978 NT1     | 4 tháng 7 năm 1978   | Nauchnij                 | L. I. Chernykh                                         |
| 3333 Schaber       | 1980 TG5     | 9 tháng 10 năm 1980  | Palomar                  | C. S. Shoemaker                                        |
| 3334 Somov         | 1981 YR      | 20 tháng 12 năm 1981 | Kleť                     | A. Mrkos                                               |
| 3335 Quanzhou      | 1966 AA      | 1 tháng 1 năm 1966   | Nanking                  | Purple Mountain Observatory                            |
| 3336 Grygar        | 1971 UX      | 16 tháng 10 năm 1971 | Hamburg-Bergedorf        | L. Kohoutek                                            |
| 3337 Miloš         | 1971 UG1     | 16 tháng 10 năm 1971 | Hamburg-Bergedorf        | L. Kohoutek                                            |
| 3338 Richter       | 1973 UX5     | 28 tháng 10 năm 1973 | Tautenburg Observatory   | F. Börngen                                             |
| 3339 Treshnikov    | 1978 LB      | 6 tháng 6 năm 1978   | Kleť                     | A. Mrkos                                               |
| 3340 Yinhai        | 1979 TK      | 12 tháng 10 năm 1979 | Nanking                  | Purple Mountain Observatory                            |
| 3341 Hartmann      | 1980 OD      | 17 tháng 7 năm 1980  | Anderson Mesa            | E. Bowell                                              |
| 3342 Fivesparks    | 1982 BD3     | 27 tháng 1 năm 1982  | Harvard Observatory      | Oak Ridge Observatory                                  |
| 3343 Nedzel        | 1982 HS      | 28 tháng 4 năm 1982  | Socorro                  | Lincoln Laboratory ETS                                 |
| 3344 Modena        | 1982 JA      | 15 tháng 5 năm 1982  | Bologna                  | Osservatorio San Vittore                               |
| 3345 Tarkovskij    | 1982 YC1     | 23 tháng 12 năm 1982 | Nauchnij                 | L. G. Karachkina                                       |
| 3346 Gerla         | 1951 SD      | 27 tháng 9 năm 1951  | Uccle                    | S. J. Arend                                            |
| 3347 Konstantin    | 1975 VN1     | 2 tháng 11 năm 1975  | Nauchnij                 | T. M. Smirnova                                         |
| 3348 Pokryshkin    | 1978 EA3     | 6 tháng 3 năm 1978   | Nauchnij                 | N. S. Chernykh                                         |
| 3349 Manas         | 1979 FH2     | 23 tháng 3 năm 1979  | Nauchnij                 | N. S. Chernykh                                         |
| 3350 Scobee        | 1980 PJ      | 8 tháng 8 năm 1980   | Anderson Mesa            | E. Bowell                                              |
| 3351 Smith         | 1980 RN1     | 7 tháng 9 năm 1980   | Anderson Mesa            | E. Bowell                                              |
| 3352 McAuliffe     | 1981 CW      | 6 tháng 2 năm 1981   | Anderson Mesa            | N. G. Thomas                                           |
| 3353 Jarvis        | 1981 YC      | 20 tháng 12 năm 1981 | Anderson Mesa            | E. Bowell                                              |
| 3354 McNair        | 1984 CW      | 8 tháng 2 năm 1984   | Anderson Mesa            | E. Bowell                                              |
| 3355 Onizuka       | 1984 CC1     | 8 tháng 2 năm 1984   | Anderson Mesa            | E. Bowell                                              |
| 3356 Resnik        | 1984 EU      | 6 tháng 3 năm 1984   | Anderson Mesa            | E. Bowell                                              |
| 3357 Tolstikov     | 1984 FT      | 21 tháng 3 năm 1984  | Kleť                     | A. Mrkos                                               |
| 3358 Anikushin     | 1978 RX      | 1 tháng 9 năm 1978   | Nauchnij                 | N. S. Chernykh                                         |
| 3359 Purcari       | 1978 RA6     | 13 tháng 9 năm 1978  | Nauchnij                 | N. S. Chernykh                                         |
| 3360 Syrinx        | 1981 VA      | 4 tháng 11 năm 1981  | Palomar                  | E. F. Helin, R. S. Dunbar                              |
| 3361 Orpheus       | 1982 HR      | 24 tháng 4 năm 1982  | Cerro El Roble           | C. Torres                                              |
| 3362 Khufu         | 1984 QA      | 30 tháng 8 năm 1984  | Palomar                  | R. S. Dunbar, M. A. Barucci                            |
| 3363 Bowen         | 1960 EE      | 6 tháng 3 năm 1960   | Brooklyn                 | Đại học Indiana                                        |
| 3364 Zdenka        | 1984 GF      | 5 tháng 4 năm 1984   | Kleť                     | A. Mrkos                                               |
| 3365 Recogne       | 1985 CG2     | 13 tháng 2 năm 1985  | La Silla                 | H. Debehogne                                           |
| 3366 Gödel         | 1985 SD1     | 22 tháng 9 năm 1985  | Đài thiên văn Zimmerwald | T. Schildknecht                                        |
| 3367 Alex          | 1983 CA3     | 15 tháng 2 năm 1983  | Anderson Mesa            | N. G. Thomas                                           |
| 3368 Duncombe      | 1985 QT      | 22 tháng 8 năm 1985  | Anderson Mesa            | E. Bowell                                              |
| 3369 Freuchen      | 1985 UZ      | 18 tháng 10 năm 1985 | Đài thiên văn Brorfelde  | Copenhagen Observatory                                 |
| 3370 Kohsai        | 1934 CU      | 4 tháng 2 năm 1934   | Heidelberg               | K. Reinmuth                                            |
| 3371 Giacconi      | 1955 RZ      | 14 tháng 9 năm 1955  | Brooklyn                 | Đại học Indiana                                        |
| 3372 Bratijchuk    | 1976 SP4     | 24 tháng 9 năm 1976  | Nauchnij                 | N. S. Chernykh                                         |
| 3373 Koktebelia    | 1978 QQ2     | 31 tháng 8 năm 1978  | Nauchnij                 | N. S. Chernykh                                         |
| 3374 Namur         | 1980 KO      | 22 tháng 5 năm 1980  | La Silla                 | H. Debehogne                                           |
| 3375 Amy           | 1981 JY1     | 5 tháng 5 năm 1981   | Palomar                  | C. S. Shoemaker                                        |
| 3376 Armandhammer  | 1982 UJ8     | 21 tháng 10 năm 1982 | Nauchnij                 | L. V. Zhuravleva                                       |
| 3377 Lodewijk      | 4122 P-L     | 24 tháng 9 năm 1960  | Palomar                  | C. J. van Houten, I. van Houten-Groeneveld, T. Gehrels |
| 3378 Susanvictoria | A922 WB      | 25 tháng 11 năm 1922 | Williams Bay             | G. Van Biesbroeck                                      |
| 3379 Oishi         | 1931 TJ1     | 6 tháng 10 năm 1931  | Heidelberg               | K. Reinmuth                                            |
| 3380 Awaji         | 1940 EF      | 15 tháng 3 năm 1940  | Konkoly                  | G. Kulin                                               |
| 3381 Mikkola       | 1941 UG      | 15 tháng 10 năm 1941 | Turku                    | L. Oterma                                              |
| 3382 Cassidy       | 1948 RD      | 7 tháng 9 năm 1948   | Flagstaff                | H. L. Giclas                                           |
| 3383 Koyama        | 1951 AB      | 9 tháng 1 năm 1951   | Heidelberg               | K. Reinmuth                                            |
| 3384 Daliya        | 1974 SB1     | 19 tháng 9 năm 1974  | Nauchnij                 | L. I. Chernykh                                         |
| 3385 Bronnina      | 1979 SK11    | 24 tháng 9 năm 1979  | Nauchnij                 | N. S. Chernykh                                         |
| 3386 Klementinum   | 1980 FA      | 16 tháng 3 năm 1980  | Kleť                     | L. Brožek                                              |
| 3387 Greenberg     | 1981 WE      | 20 tháng 11 năm 1981 | Anderson Mesa            | E. Bowell                                              |
| 3388 Tsanghinchi   | 1981 YR1     | 21 tháng 12 năm 1981 | Nanking                  | Purple Mountain Observatory                            |
| 3389 Sinzot        | 1984 DU      | 25 tháng 2 năm 1984  | La Silla                 | H. Debehogne                                           |
| 3390 Demanet       | 1984 ES1     | 2 tháng 3 năm 1984   | La Silla                 | H. Debehogne                                           |
| 3391 Sinon         | 1977 DD3     | 18 tháng 2 năm 1977  | Kiso                     | H. Kosai, K. Hurukawa                                  |
| 3392 Setouchi      | 1979 YB      | 17 tháng 12 năm 1979 | Kiso                     | H. Kosai, G. Sasaki                                    |
| 3393 Štúr          | 1984 WY1     | 28 tháng 11 năm 1984 | Piszkéstető              | M. Antal                                               |
| 3394 Banno         | 1986 DB      | 16 tháng 2 năm 1986  | Karasuyama               | S. Inoda                                               |
| 3395 Jitka         | 1985 UN      | 20 tháng 10 năm 1985 | Kleť                     | A. Mrkos                                               |
| 3396 Muazzez       | A915 TE      | 15 tháng 10 năm 1915 | Heidelberg               | M. F. Wolf                                             |
| 3397 Leyla         | 1964 XA      | 8 tháng 12 năm 1964  | Flagstaff                | R. Burnham, N. G. Thomas                               |
| 3398 Stättmayer    | 1978 PC      | 10 tháng 8 năm 1978  | La Silla                 | H.-E. Schuster                                         |
| 3399 Kobzon        | 1979 SZ9     | 22 tháng 9 năm 1979  | Nauchnij                 | N. S. Chernykh                                         |
| 3400 Aotearoa      | 1981 GX      | 2 tháng 4 năm 1981   | Lake Tekapo              | A. C. Gilmore, P. M. Kilmartin                         |